# 1221

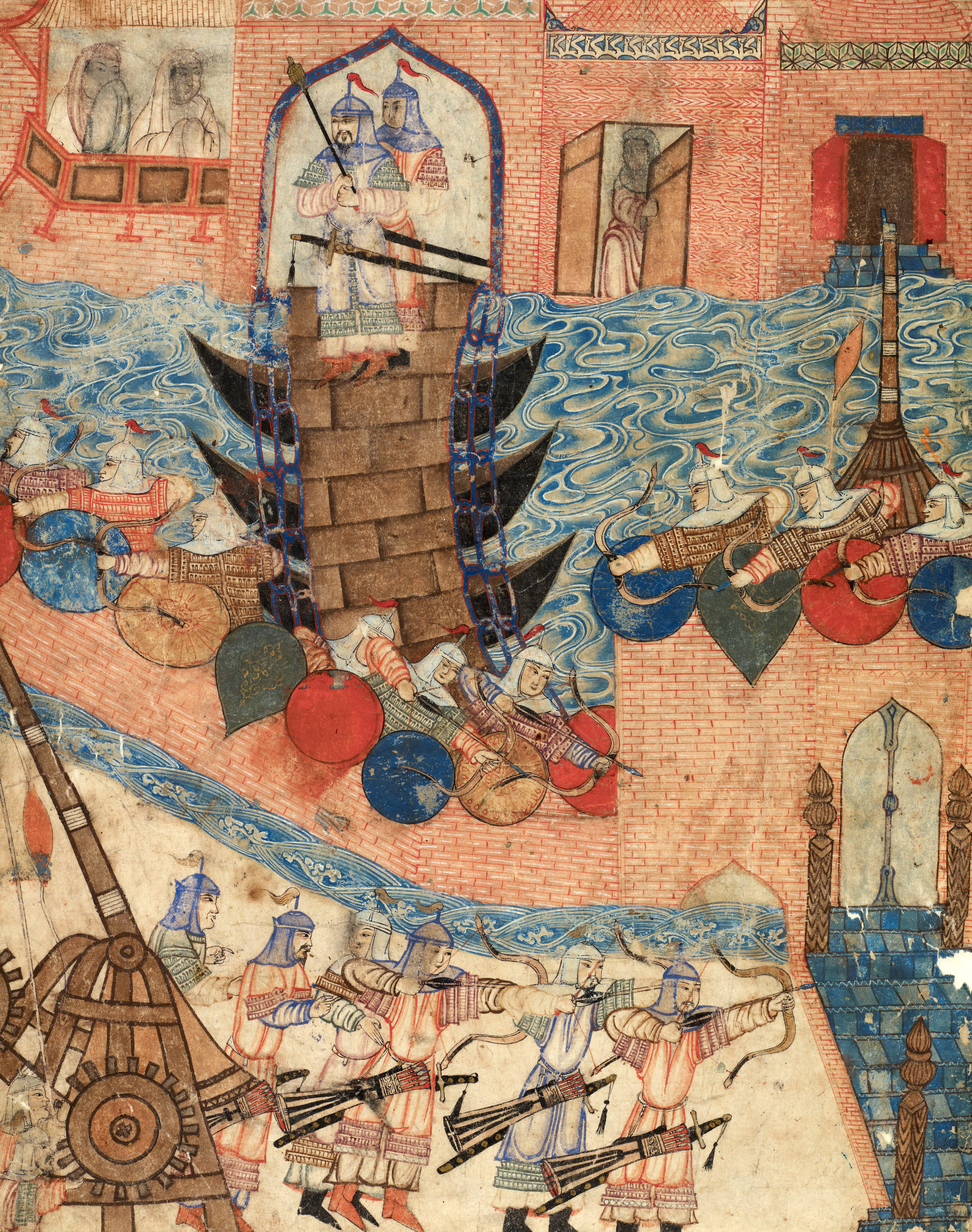
De Mongolen belegeren een Perzische stad

Het jaar 1221 is het 21e jaar in de 13e eeuw volgens de christelijke jaartelling.

## Gebeurtenissen
februari
- 21 - Antwerpen krijgt van Hendrik I, Hertog van Brabant, officieel de stadsrechten toegekend.
- 24 en 18 september - De Groninger Ommelanden worden tweemaal getroffen door een stormvloed.

maart
- 25: Robert van Courtenay wordt tot keizer van het Latijnse Keizerrijk gekroond.

juli
- 9 - De kruisvaarders vallen Caïro aan.
- 29 - Japan: Juntoku opgevolgd door zijn zoon Chukyo, op zijn beurt opgevolgd door zijn negenjarige neef Go-Horikawa
- juli - De kruisvaarders worden verslagen, en moeten in ruil voor een vrije aftocht Damiate weer opgeven. Einde van de Vijfde Kruistocht.

zonder datum
- Vijfde Kruistocht: Lodewijk I van Beieren sluit zich namens keizer Frederik II bij de kruisvaarders aan
- De Mongolen veroveren vele Perzische steden, zoals Nisjapoer, Merv, Herat en Balch, en vermoorden daarbij miljoenen burgers.
  - De Mongolen onder Subutai vallen Georgië binnen.
- De Maya's komen in opstand tegen de Tolteken van Chichen Itza. Ze bouwen een nieuwe gezamenlijke hoofdstad, Mayapan.
- Jokyu-oorlog: insei-keizer Go-Toba komt in opstand tegen het Kamakura-shogunaat in een poging de keizerlijke macht te herstellen. Hij wordt verslagen door de Hojo, en verbannen naar de Oki-eilanden. Hiermee eindigt definitief de macht van de insei keizers, hoewel het instituut geruime tijd blijft bestaan.
- Theodoros Komnenos Doukas van Epirus valt het koninkrijk Thessaloniki binnen.
- Genua herovert Bonifacio op Pisa.
- Stichting van Nizjni Novgorod.
- Wenen krijgt stadsrechten.
- Jacobus I van Aragon trouwt met Eleonora van Castilië
- Lodewijk IV van Thüringen trouwt met Elisabeth van Hongarije.
- Agnes II van Donzy trouwt met Gwijde II van Saint-Pol.
- oudst bekende vermelding: Tata

## Opvolging
- Bretagne: Adelheid opgevolgd door haar zoon Jan I onder regentschap van diens vader Peter I
- Limburg en Aarlen: Hendrik III opgevolgd door zijn zoon Walram III
- Lohn: Gerhard III opgevolgd door zijn zoon Herman I
- Loon en Rieneck: Arnold III opgevolgd door zijn neef Lodewijk III
- Norfolk: Roger Bigod opgevolgd door zijn zoon Hugh Bigod
- Ponthieu: Willem II opgevolgd door zijn dochter Maria
- Ravensberg: Herman opgevolgd door zijn zoons Lodewijk en Otto II
- Rodez: Hendrik I opgevolgd door zijn zoon Hugo IV

## Afbeeldingen

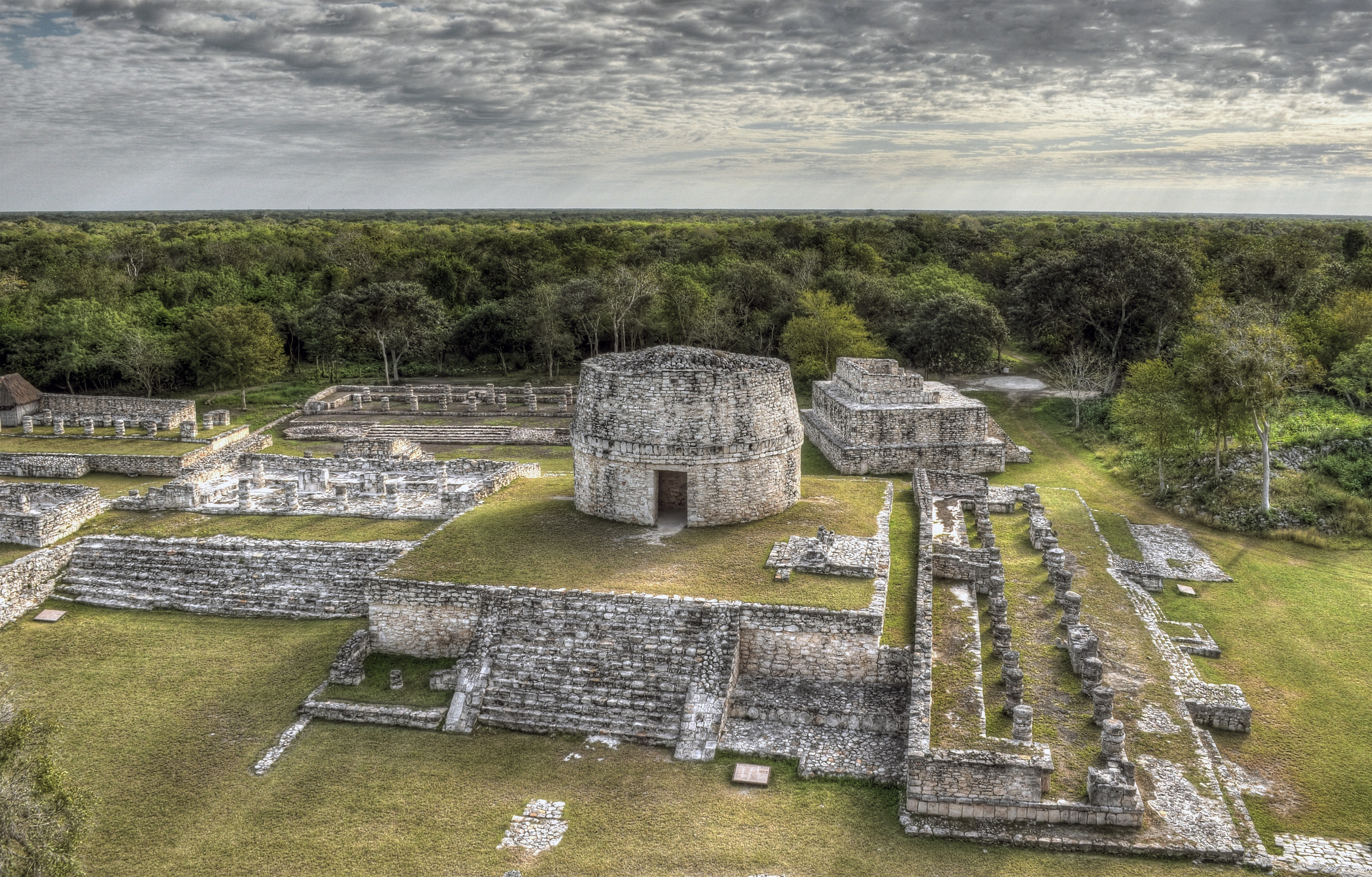
Mayapan

## Geboren
- 9 oktober - Salimbene, Italiaans franciscaans kroniekschrijver
- 23 november - Alfons X, koning van Castilië (1252-1284)
- Bonaventura, Italiaans theoloog
- Hugo XI van Lusignan, Frans edelman
- Margaretha van Provence, echtgenote van Lodewijk IX
- Theobald II, graaf van Bar
- Theodoros II Laskaris, keizer van Nicaea (1254-1258) (of 1222)
- Yolande, gravin van Nevers (jaartal bij benadering)

## Overleden
- 18 februari - Diederik, markgraaf van Meißen (1195-1221)
- 21 juni - Hendrik III, hertog van Limburg (1167-1221)
- 6 augustus - Dominicus Guzman (~51), stichter van de orde der Dominicanen
- 6 oktober - Willem II, graaf van Ponthieu
- 21 november - Adelheid (20), hertogin van Bretagne (1203-1221)
- Arnold III, graaf van Rieneck en Loon
- Berengaria van Portugal, echtgenote van Waldemar II van Denemarken
- Gerhard III, graaf van Lohn
- Herman, graaf van Ravensberg
- Mö'etüken, Mongools generaal
- Roger Bigod, graaf van Norfolk
- Abraham van Smolensk, Russisch monnik (jaartal bij benadering)
- Hendrik I, graaf van Rodez (jaartal bij benadering)